# Els dotze del patíbul: Una altra missió
Els dotze del patíbul: Una altra missió (títol original: The Dirty Dozen: Next Mission) és un téléfilm americà realitzat per Andrew V. McLaglen el 1985. És la continuació de la pel·lícula Els dotze del patíbul de Robert Aldrich estrenada l'any 1967. Lee Marvin, Ernest Borgnine i Richard Jaeckel reprenen aquí els seus papers. Ha estat doblada al català.

## Argument
El major Reisman és de nou "voluntari" per portar una missió amb soldats condemnats a mort o a la presó a perpetuïtat. Aquests soldats han d'assassinar aquesta vegada un general nazi que volia assassinar Hitler.

## Repartiment
- Lee Marvin: Major John Reisman
- Ernest Borgnine: General Worden
- Ken Wahl: Louis Valentine
- Larry Wilcox: Tommy Wells
- Sonny Landham: Sam Sixkiller
- Richard Jaeckel: Sergent de la Policia Militar Clyde Bowren
- Wolf Kahler: General Sepp Dietrich
- Gavan O'Herlihy: Conrad E. Perkins
- Ricco Ross: Arlen Dregors
- Stephen Hattersley: Otto Deutsch
- Rolf Saxon: Robert E. Wright
- Sam Douglas: Anderson
- Michael Sheard: Adolf Hitler
- William Morgan Sheppard: un general alemany

## SagaDirty Dozen
- Els dotze del patíbul (The Dirty Dozen) (1967), amb Lee Marvin, Charles Bronson, John Cassavetes, Jim Brown, Telly Savalas, Donald Sutherland, Ernest Borgnine i Richard Jaeckel
- The Dirty Dozen: Next Mission (TV) (1985), amb Lee Marvin, Ernest Borgnine i Richard Jaeckel
- Dirty Dozen: The Deadly Mission (TV) (1987), amb Telly Savalas, Ernest Borgnine i Bo Svenson
- The Dirty Dozen: The Fatal Mission (TV) (1988), amb Telly Savalas i Ernest Borgnine
- Dirty Dozen: The Series (sèrie TV) (1988), amb Ben Murphy, John De Aquino, Frank Marth, John Slattery i Jon Tenney